# Zinkweißhütte Bernsdorf
Die Zinkweißhütte Bernsdorf war ein Industriebetrieb in Bernsdorf. Er war ein großer deutscher Hersteller von Zinkoxid, der von 1870 bis 1991/93 produzierte und zwischen 1911 und 1946 seinen Firmensitz in Blasewitz hatte (seit 1921 Ortsteil von Dresden). In Bernsdorf wurde aus Zinkerz pulverförmiges Zinkoxid hergestellt. Das verkaufte Zinkoxid diente unter anderem als Weißpigment in Farben, als Zuschlagstoff für die Herstellung von Kristallglas und als Ausgangsstoff für chemische Produkte.

## Firmengeschichte

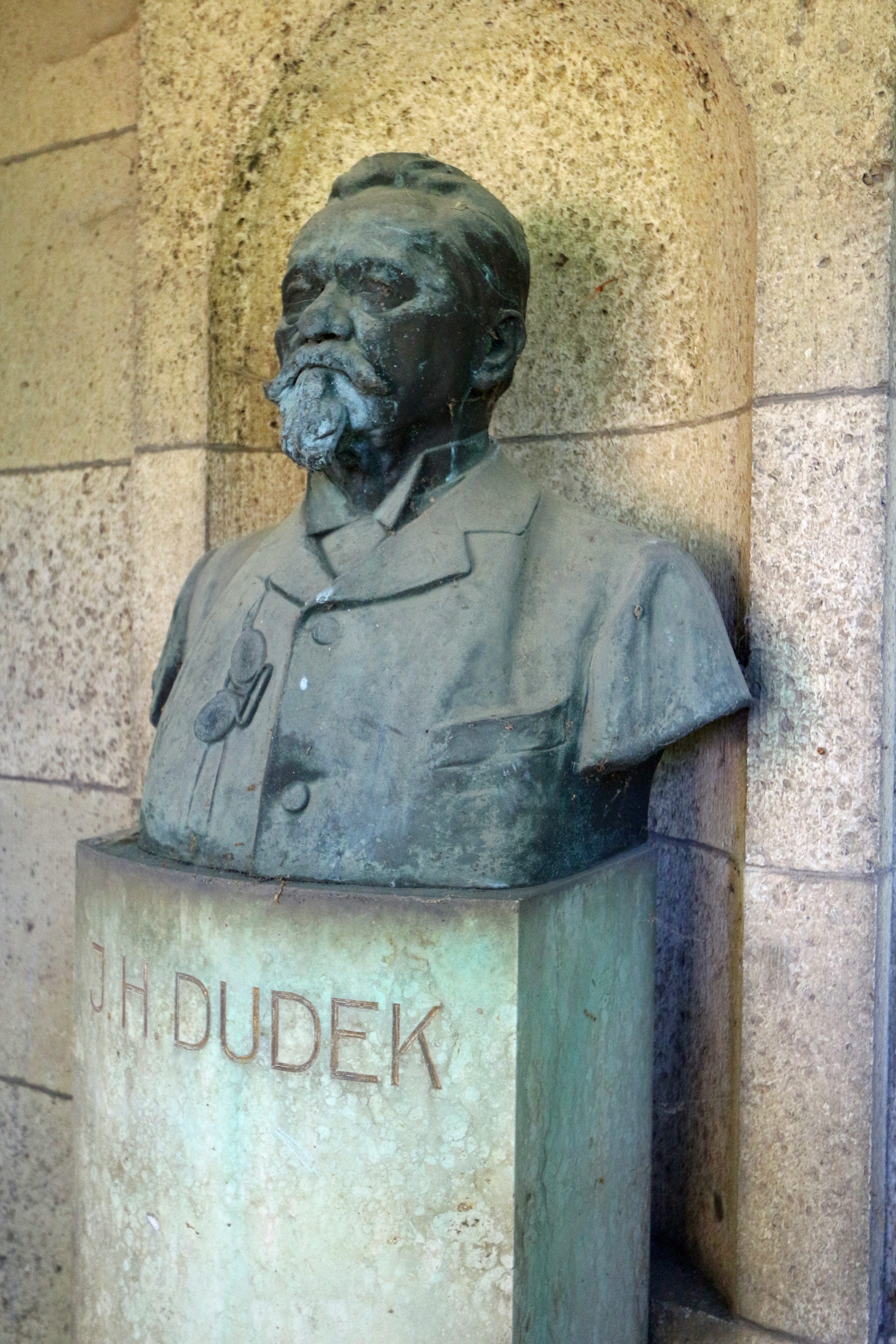
Firmengründer Josef Hermann Dudek (Familiengruft auf dem Friedhof in Bernsdorf)

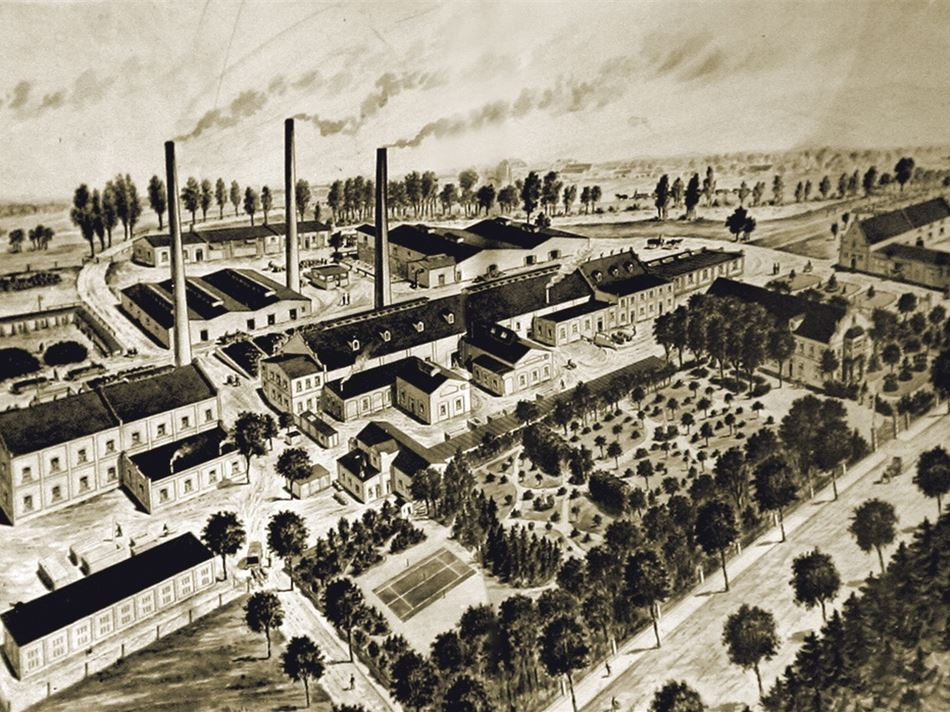
Ansicht der Zinkweißhütte Bernsdorf um 1910 (Blick Richtung Süden)

Nach einer Inspektionsreise durch Deutschland beschloss der oberschlesische Hütteningenieur Josef Hermann Dudek (1833–1911) im Jahre 1869, die ehemalige Glasfabrik Ludwigshütte in Bernsdorf zu kaufen und in eine Zinkweißhütte umzuwandeln. Er tat dies, obwohl es damals in Bernsdorf weder Facharbeiter noch gute Transportwege gab. Auch waren keine Zinkerze in der Nähe zu finden. Bernsdorf lag damals im preußischen Teil der Oberlausitz im Landkreis Hoyerswerda und damit im Regierungsbezirk Liegnitz. Die Firma Zinkweiss-Fabrik Ludwigshütte wurde 1870 gegründet und nahm im gleichen Jahr die Produktion auf. Das Zinkerz kam zunächst aus Oberschlesien und musste von Kamenz oder Spremberg mit Pferdefuhrwerken nach Bernsdorf gebracht werden. Erst ab 1874 gab es dann eine Bahnverbindung in das benachbarte sächsische Straßgräbchen, später auch eine Einbindung in die 1884 errichtete Kohlebahn der Brikettfabrik Saxonia vom heutigen Zeißholz nach Straßgräbchen (die Bahn fuhr auf der Straße mitten durch den Ort Bernsdorf) und 1911 ein eigenes Gleis zur Zinkweißhütte (nordöstlich parallel zur heutigen Bundesstraße 97). Immerhin gab es von Anfang an Tagebaue in der Nähe, über die eine Versorgung mit Braunkohle sichergestellt werden konnte, unter anderem durch eine Grube bei Zeißholz.

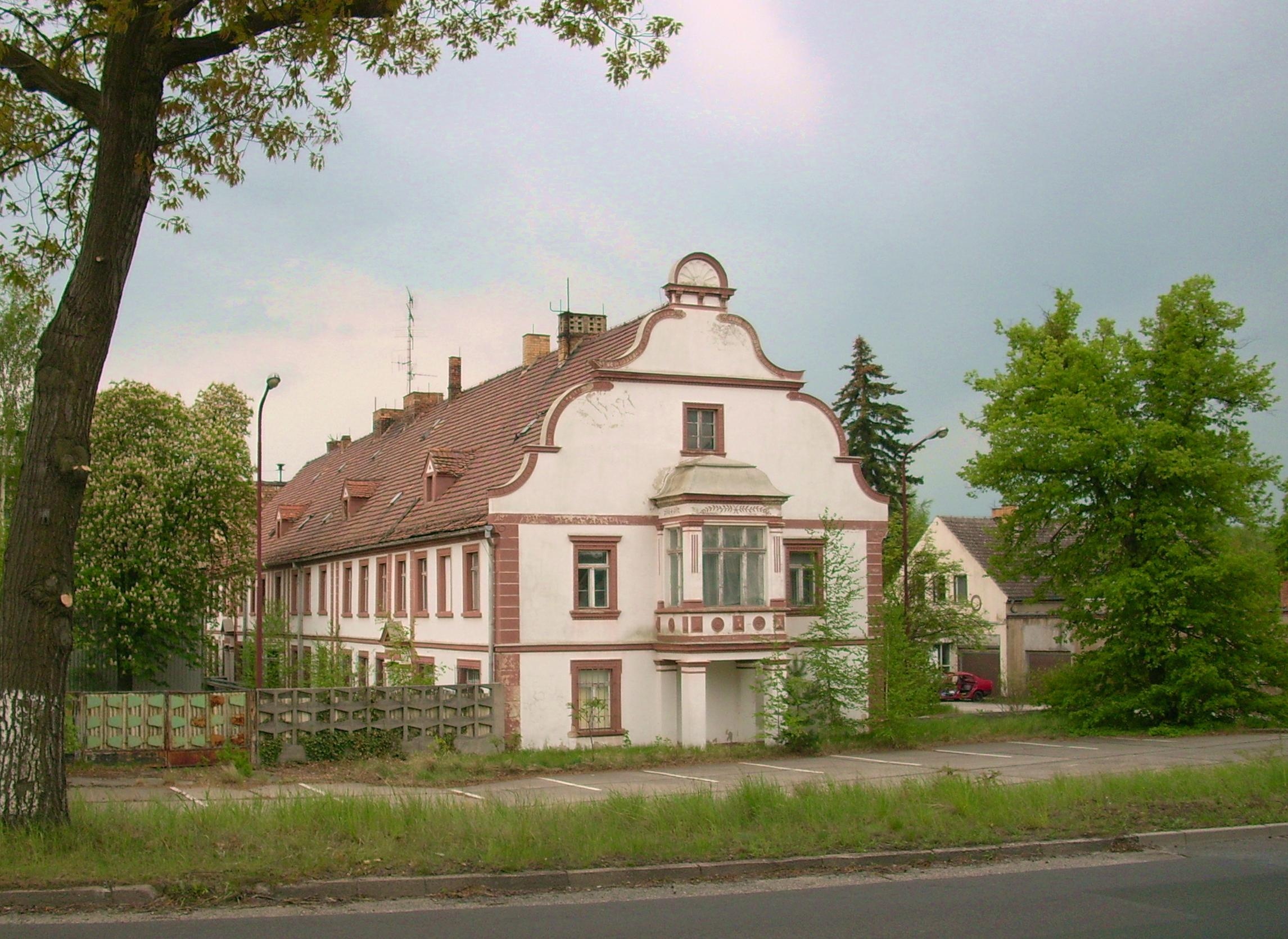
Ehemaliges Verwaltungsgebäude in Bernsdorf (Stand 2012)

1892 setzte sich Josef Hermann Dudek zur Ruhe und übergab die Fabrik an seine drei Söhne Max, Hugo und Hermann Dudek. Hermann Dudek heiratete im Januar 1910 in Teplitz die Tochter Johanna Emilie (1876–1947) des Architekten und Bergwerksbesitzers Hermann Rudolph, starb jedoch noch im selben Jahr. Hugo Dudek zog ebenfalls ins nordböhmische Teplitz-Schönau, in die Nähe der 1895 durch J. H. Dudek Söhne erworbenen Zinkweißhütte Settenz (seit 1942 eingemeindet nach Teplitz-Schönau; heute Řetenice, ein Ortsteil von Teplice). Hugo Dudek Settenz und Teplitz-Schönau ist laut Handelsregister der Stadt Dresden 1940 aus der Gesellschaft J. H. Dudek Söhne ausgetreten. Sowohl das Haus Hugo Dudeks in Teplitz (Forstgasse 15, heute Čs. dobrovolců) als auch das neue Fabrikgebäude in Settenz wurden von dem aus Oelsnitz/Erzgeb. stammenden Teplitzer Architekten Hermann Rudolph entworfen.

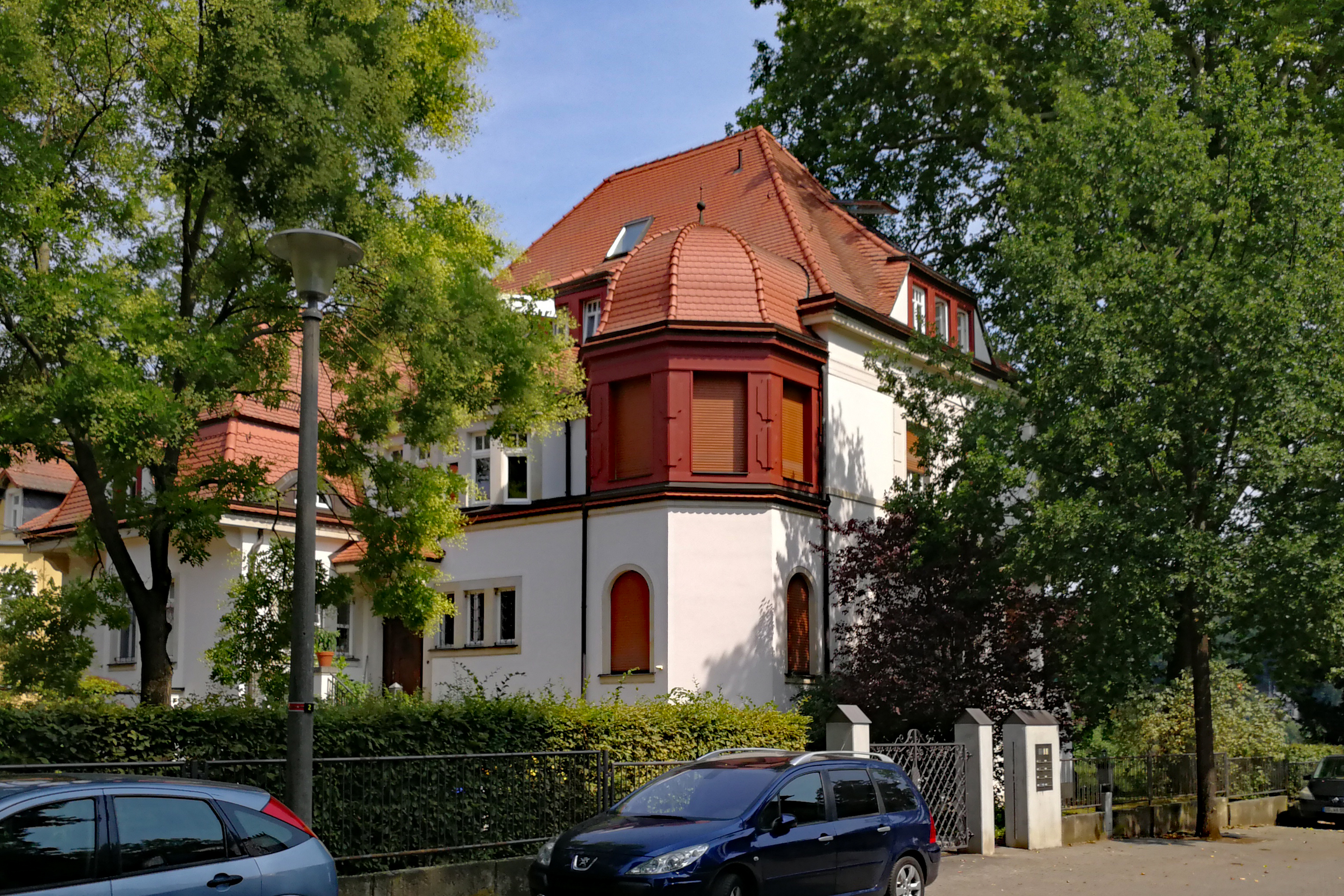
Firmensitz von 1911 bis zur Enteignung nach dem Zweiten Weltkrieg in Dresden-Blasewitz (Zustand 2018)

1911 verlagerte Max Dudek den Firmensitz in das sächsische Blasewitz bei Dresden in die Villa Moltke, damals Johannstraße 35. Die Villa Moltke, links am Nordostende der Straße und direkt am alten Leinpfad der Elbe, war vorher im Besitz des Ehepaars Cäcilie und Heinrich Adolf Mohrhoff, dem Bürgermeister a. D. von Hoya und Gründer der Hoyaschen Provincial-Mobiliar-Feuer-Versicherungsgesellschaft Concordia.
Offenbar wurde die Villa Moltke 1910/11 umgebaut. Ein Abriss oder gar Neubau der Villa, wie in einigen Quellen angegeben, erscheint angesichts der lückenlosen Bewohnung unwahrscheinlich. Die Villa Moltke, die später auch als Villa Dudek bezeichnet wurde, blieb Firmensitz bis 1946. Seit 1912 beherbergt sie sowohl das Büro von J. H. Dudek Söhne als auch die Wohnung von Max Dudek und seinem Chauffeur. Am 1. April 1921 wurde Blasewitz zu Dresden eingemeindet. In diesem Zusammenhang benannte man am 1. Juli 1926 die Johannstraße in Regerstraße um. Gleichzeitig wurde statt der vorher bestehenden Hufeisennummerierung eine wechselseitige Grundstücksnummerierung eingeführt. Dadurch änderte sich die Anschrift der Firmenvilla in Dresden, Regerstraße 2. Im Garten der Villa stand bis 2000 eine 1918 von Arthur Ernst Berger geschaffene Bronzeplastik „Jungfrau mit Hirsch“. Berger entwarf übrigens auch den Hermann-Rudolph-Brunnen in Oelsnitz. Nach dem Tod von Max Dudek im Jahre 1942 wurde die Villa Moltke weiter von seiner Witwe Adele bewohnt.
1905 wurde der Hütten- und Elektroingenieur Rudolf Krauße von der rheinländischen Zinkhütte Birkengang als technischer Direktor der bernsdorfer Ludwigshütte eingestellt. Durch ihn nahm die Hütte einen großen Aufschwung und es wurden neue moderne Fabrikgebäude errichtet. Bei einem Großbrand 1912 wurde die alte Ludwigshütte vollkommen zerstört, die neuen Gebäude blieben allerdings verschont. Nachdem Max Dudek, der von 1896 bis 1911 Amts- und Gemeindevorsteher von Bernsdorf war, nach Blasewitz zog, ließ sich Krauße als Kandidat aufstellen. Er wurde in den Jahren 1919 und 1929 in den Gemeinderat gewählt, verfehlte allerdings 1924 seinen Abgeordnetensitz. In der Zeit der Weimarer Republik beschäftigte die Ludwigshütte in Bernsdorf durchschnittlich 80 Arbeiter.
Max Dudek war Ehrenbürger von Bernsdorf und Mitglied beziehungsweise Ehrenmitglied zahlreicher Vereine im Ort. 1946 wurde die Familie Dudek enteignet und die Zinkweißhütte Bernsdorf in einen Volkseigenen Betrieb umgewandelt. Zum Zeitpunkt der Enteignung lebten noch die drei Witwen Adele (von Max), Hildegard (von Hugo) und Johanna Emilie (von Hermann) in Dresden. Bis 1950 gab es in Bernsdorf noch eine Max-Dudek-Straße.

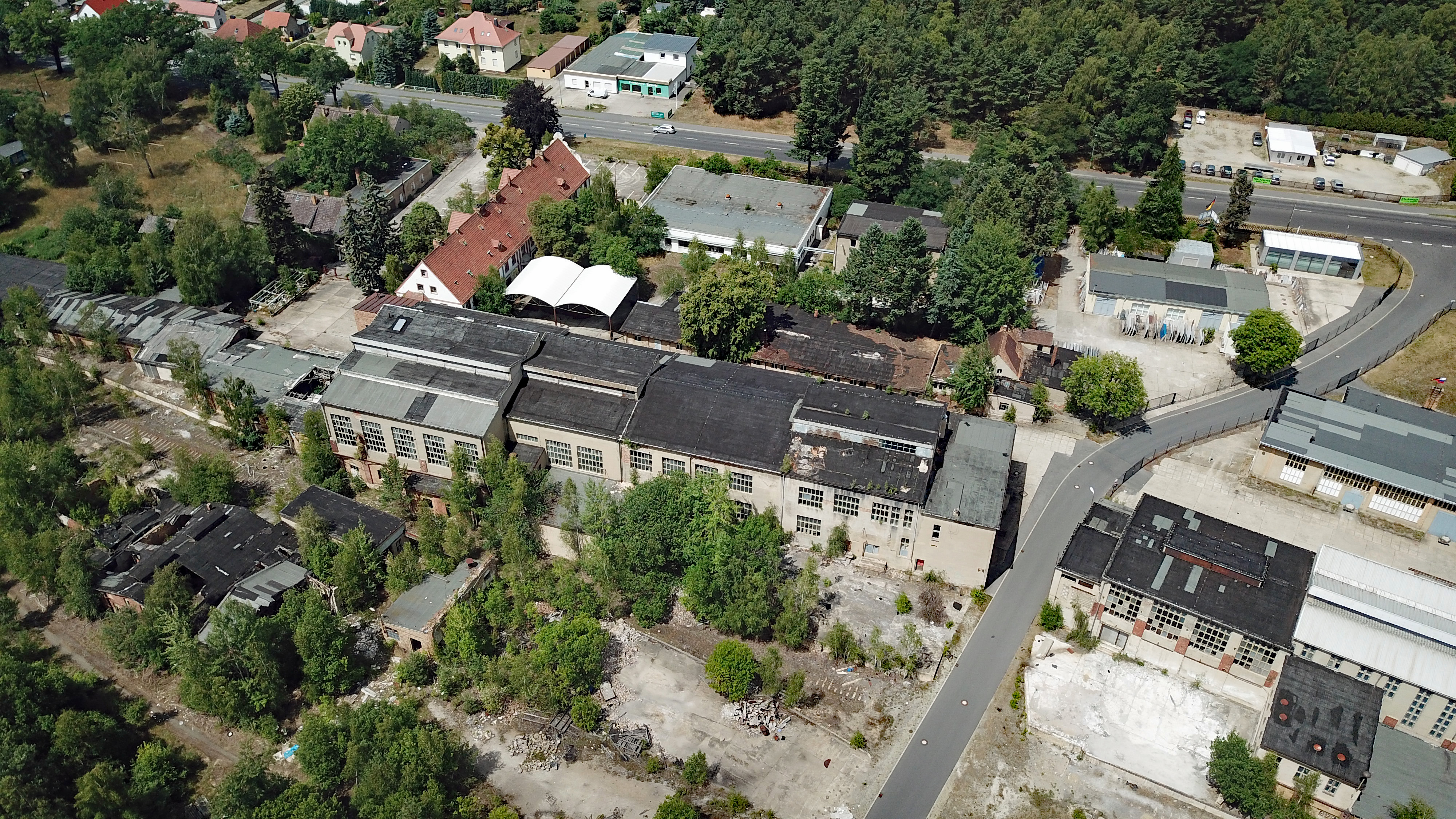
Luftbild (Zustand wenige Monate vor dem Abriss 2018/2019; Blick Richtung Norden)

Der Volkseigene Betrieb wurde von den Grillo-Werken übernommen und 1991 aufgelöst; die Gebäude verfielen seit dem Produktionsende im Jahre 1993. Die Fabrikgebäude der ehemaligen Zinkweißhütte Bernsdorf wurden ab November 2018 abgerissen. Der Abriss sollte voraussichtlich bis September 2019 dauern und wurde termingemäß abgeschlossen. Das von vor 1900 stammende und unter Denkmalschutz (Nummer 09278768) stehende Verwaltungsgebäude in der Hoyerswerdaer Straße 28 wird erhalten, gleichfalls ein als Fledermausquartier dienendes ehemaliges Transformatorenhaus.

## Teilbetriebe von J. H. Dudek Söhne
- Ludwigshütte Bernsdorf

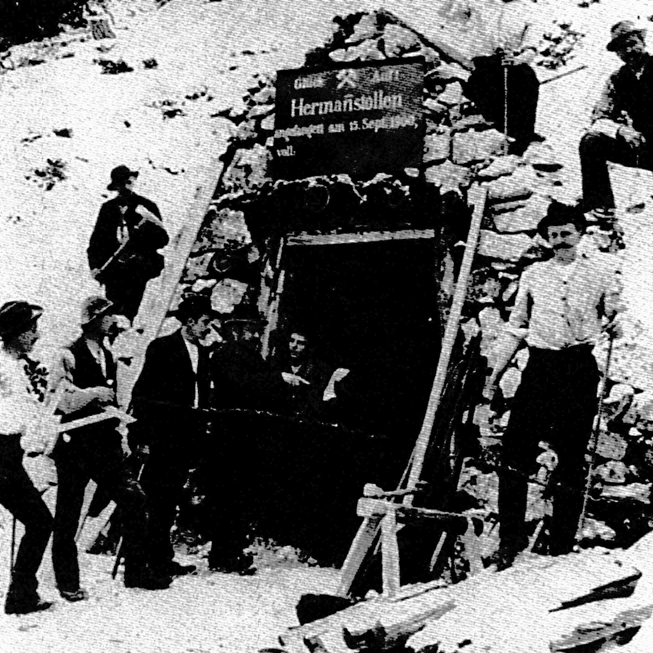
Hermannstollen (Beginn der Erschließung 1900; untere Reihe, vierter von links: Max Dudek)

- Hermann-Stollen unterhalb der heutigen Breitenkopfhütte in Tirol (1894 Abbaurechte erworben, 1900 Beginn der Erschließung, 1913 Ende des Abbaus)
- Zinkfarbenfabrik Settenz
- Zinkhütte Settenz
- Zinkwalzwerk Settenz
- Erzaufbereitung Settenz
- Aluminiumsulfathütte Settenz
- Erzröst- und Sinteranlage Aussig (heute Ústí nad Labem)
- Braunkohlenbergbau Jaroslaw-Schacht Widobl (heute Vidovle, ein Ortsteil von Bitozeves)
- Braunkohlenbergbau Hugo-Schacht Settenz mit Schwelkokerei
- Blei- und Zinkerz-Gewerkschaft Gabe Gottes Zeche zu Mährisch Karlsdorf (heute Moravský Karlov, ein Ortsteil von Červená Voda) (Verwaltungssitz Aussig)
  - mit dem Gabe Gottes Schacht Neudorf/Altvater (heute Nová Ves, ein Ortsteil von Dolní Moravice)
- Zinkhütte Kutterschitz (heute Chudeřice, ein Ortsteil von Bílina) mit der Zinkhütten-Betriebsgemeinschaft Werk Kutterschitz und der Industriewerk Kutterschitz